# Абдельхамід Кермалі
Абдельхамід Кермалі (араб. Abdelhamid Kermali, 24 квітня 1931, Акбу — 13 квітня 2013, Сетіф) — алжирський футболіст, що грав на позиції нападника. По завершенні ігрової кар'єри — тренер, насамперед відомий роботою зі збірною Алжиру, яку приводив до перемоги у Кубку африканських націй 1990 року.

## Ігрова кар'єра
У дорослому футболі дебютував 1948 року виступами за команду «ЕС Сетіф» з Французького Алжиру, в якій провів три сезони. 
Згодом з 1951 по 1955 рік грав спочатку за «УСМ Алжир», а згодом, перебравшись до метрополії, за «Мюлуз» та «Канн».
Своєю грою за останню команду привернув увагу представників тренерського штабу «Ліона», до складу якого приєднався 1955 року. Відіграв за команду з Ліона наступні три сезони своєї ігрової кар'єри. Більшість часу, проведеного у складі «Ліона», був основним гравцем атакувальної ланки команди.
1958 року повернувся до «ЕС Сетіф», за який відіграв 9 сезонів. Завершив професійну кар'єру футболіста виступами за команду «ЕС Сетіф» у 1967 році.

## Кар'єра тренера
Завершивши кар'єру гравця, залишився у клубній структурі «ЕС Сетіф», де був головним тренером протягом 1967–1968 років.
Повернувся до тренерської роботи лише на початку 1980-х, очоливши команду «МК Алжир». Роботою із цією командою заслужив на запрошення 1990 року очолити тренерський штаб національної збірної Алжиру. Керував діями алжирців на домашньому для них Кубку африканських націй 1990 року, на якому вони уперше в історії здобули титул континентальних чемпіонів. Після цього тріумфу продовжив працювати з національної командою, яку залишив після наступного Кубка африканських націй у 1992, на якому діючі чемпіони Африки не змогли подолати груповий етап.
Наприкінці 1990-х знову став головним тренером команди «МК Алжир», звідки удруге був запрошений на тренерський місток збірної Алжиру, з якою працював протягом 2000–2001 років.
Останнім місцем тренерської роботи був клуб «ЕС Сетіф», головним тренером команди якого Абдельхамід Кермалі був з 2003 по 2004 рік.
Помер 13 квітня 2013 року на 82-му році життя у Сетіфі.

## Титули і досягнення

### Як тренера
- Володар Кубка африканських націй (1): 1990